# Soundtrack
『Soundtrack』（サウンドトラック）は、2002年3月9日公開の映画。二階健の映画監督と脚本家としてのデビュー作。

## 概説
二階健監督作品らしい鮮烈な映像美と俳優として主人公を演じているミュージシャンSUGIZOの奏でる音楽、同監督の緻密な脚本構成が独自性を放つ映画作品。スペインのセマナ国際ファンタスティック映画祭で最優秀撮影監督賞と最優秀脚本賞を受賞している。

## ストーリー
突然の両親の死を目撃して、ショックのあまり声を無くした妹・美砂のために兄・志音は曲を作り、美砂は悪夢にうなされる兄のために童話を描き続けていた。二人はお互いだけを信じ、ひっそりと二人だけで生きていた。ある日、美砂が屋敷の台所で事故死してしまう。たった一人残された志音は、死んだようにただ眠ることしかできなくなった。数年後、死んだ美砂そっくりの少女が彼の前に現れる。彼女の名前はミサだった。

## キャスト
- 志音：SUGIZO
- 美砂・ミサ（二役）：柴咲コウ
- 赤い魔物：山口小夜子

## スタッフ
- 監督・脚本：二階健
- 音楽：SUGIZO
- 撮影：中山光一
- 照明：平野勝利
- 美術：佐々木尚
- 録音：臼井勝
- 助監督：阿部雄一、中村有孝、小林聖太郎
- 衣装デザイン：スズキタカユキ、山下隆生（Beauty:Beast）
- メイクアップ・エフェクツ・スーパーバイザー：原口智生
- VFXスーパーバイザー：古賀信明
- 製作：ギャガ、ケイエスエス、TOKYO FM
- 制作：オフィスクレッシェンド、オフィスシー・エー、プランニング
- 協力：イーストウエスト・ジャパン、ガイア
- 配給：ギャガ、Kシネマグループ
- 宣伝協力：オムロ
- サウンドトラック盤：イーストウェスト・ジャパン